# World Cup 2007 (Tischtennis)
| 2006 ← World Cup → 2008 | 2006 ← World Cup → 2008           | 2006 ← World Cup → 2008       |
| ----------------------- | --------------------------------- | ----------------------------- |
|                         | Männer                            | Frauen                        |
| Datum                   | 12.–14.10.                        | 28.–30.09.                    |
| Ort                     | Barcelona                         | Chengdu                       |
| Auflage                 | 28                                | 11                            |
| Sieger                  | Wang Hao Ryu Seung-min Wang Liqin | Wang Nan Zhang Yining Guo Yue |

Der Tischtennis-World Cup 2007 fand für die Männer in seiner 28. Austragung vom 12. bis 14. Oktober im spanischen Barcelona und für die Frauen in seiner 11. Austragung vom 28. bis 30. September im chinesischen Chengdu statt. Gold ging an Wang Hao und Wang Nan aus China.

## Modus
An jedem Wettbewerb nahmen 16 Sportler teil, die auf vier Gruppen mit je vier Sportlern aufgeteilt wurden. Die Gruppenersten und -zweiten rückten in die im K.O.-Modus ausgetragene Hauptrunde vor. Die Halbfinal-Verlierer trugen ein Spiel um Platz 3 aus.

## Teilnehmer
| Pos. | Männer               | WRL-Pos. | TN | Frauen         | WRL-Pos. | TN |
| ---- | -------------------- | -------- | -- | -------------- | -------- | -- |
| 1    | Wang Hao             | 2        | 5  | Wang Nan       | 2        | 7  |
| 2    | Ryu Seung-min        | 9        | 4  | Zhang Yining   | 1        | 7  |
| 3    | Wang Liqin           | 3        | 9  | Guo Yue        | 3        | 2  |
| 4    | Timo Boll            | 4        | 6  | Tie Yana       | 6        | 6  |
| 5    | Gao Ning             | 11       | 1  | Tamara Boroš   | 36       | 7  |
| 5    | Ma Lin               | 1        | 9  | Jiang Huajun   | 7        | 1  |
| 5    | Vladimir Samsonov    | 5        | 10 | Liu Jia        | 14       | 5  |
| 5    | Werner Schlager      | 14       | 8  | Wang Yuegu     | 9        | 1  |
| 9    | Chuang Chih-Yuan     | 13       | 6  | Ai Fukuhara    | 12       | 3  |
| 9    | Marc Duran           | 177      | 1  | Li Jiao        | 16       | 1  |
| 9    | Liu Song             | 59       | 4  | Li Jiawei      | 8        | 7  |
| 9    | Oh Sang-eun          | 7        | 3  | Wang Chen      | 24       | 4  |
| 13   | William Henzell      | 145      | 3  | Daniela Dodean | 43       | 1  |
| 13   | Joo Se-hyuk          | 15       | 3  | Miao Miao      | 106      | 3  |
| 13   | Peter-Paul Pradeeban | 257      | 2  | Wu Xue         | 44       | 2  |
| 13   | Ahmed Saleh          | 135      | 4  | Yang Fen       | 252      | 1  |

## Männer

### Gruppenphase

#### Gruppe 1
|                  | Ergebnis |                  |
| ---------------- | -------- | ---------------- |
| Wang Hao         | 4:2      | Chuang Chih-Yuan |
| Ryu Seung-min    | 4:0      | William Henzell  |
| Wang Hao         | 4:1      | Ryu Seung-min    |
| Chuang Chih-Yuan | 4:1      | William Henzell  |
| Wang Hao         | 4:1      | William Henzell  |
| Ryu Seung-min    | 4:3      | Chuang Chih-Yuan |

| Platz | Spieler          | Spiele | Sätze | Punkte |
| ----- | ---------------- | ------ | ----- | ------ |
| 1     | Wang Hao         | 3      | 12:4  | 6      |
| 2     | Ryu Seung-min    | 3      | 9:7   | 5      |
| 3     | Chuang Chih-Yuan | 3      | 9:9   | 4      |
| 4     | William Henzell  | 3      | 2:12  | 3      |

#### Gruppe 2
|             | Ergebnis |             |
| ----------- | -------- | ----------- |
| Ma Lin      | 4:0      | Joo Se-hyuk |
| Gao Ning    | 4:0      | Marc Duran  |
| Ma Lin      | 4:2      | Gao Ning    |
| Joo Se-hyuk | -:4      | Marc Duran  |
| Ma Lin      | 4:0      | Marc Duran  |
| Gao Ning    | 4:-      | Joo Se-hyuk |

| Platz | Spieler     | Spiele | Sätze | Punkte |
| ----- | ----------- | ------ | ----- | ------ |
| 1     | Ma Lin      | 3      | 12:2  | 6      |
| 2     | Gao Ning    | 3      | 10:4  | 5      |
| 3     | Marc Duran  | 3      | 4:8   | 4      |
| 4     | Joo Se-hyuk | 1      | 0:12  | 3      |

Nach dem Spiel gegen Ma Lin zog sich Joo Se-hyuk verletzungsbedingt aus dem Turnier zurück.

#### Gruppe 3
|                                              | Ergebnis |                    |
| -------------------------------------------- | -------- | ------------------ |
| Wang Liqin                                   | 4:0      | Liu Song           |
| Uladsimir Samsonau (engl. Vladimir Samsonov) | 4:1      | Ahmed Saleh        |
| Wang Liqin                                   | 4:0      | Uladsimir Samsonau |
| Liu Song                                     | 4:2      | Ahmed Saleh        |
| Wang Liqin                                   | 4:0      | Ahmed Saleh        |
| Uladsimir Samsonau                           | 4:0      | Liu Song           |

| Platz | Spieler                                      | Spiele | Sätze | Punkte |
| ----- | -------------------------------------------- | ------ | ----- | ------ |
| 1     | Wang Liqin                                   | 3      | 12:0  | 6      |
| 2     | Uladsimir Samsonau (engl. Vladimir Samsonov) | 3      | 8:5   | 5      |
| 3     | Liu Song                                     | 3      | 4:10  | 4      |
| 4     | Ahmed Saleh                                  | 3      | 3:12  | 3      |

#### Gruppe 4
|                 | Ergebnis |                      |
| --------------- | -------- | -------------------- |
| Timo Boll       | 4:0      | Werner Schlager      |
| Oh Sang-eun     | 4:1      | Peter-Paul Pradeeban |
| Timo Boll       | 4:1      | Oh Sang-eun          |
| Werner Schlager | 4:0      | Peter-Paul Pradeeban |
| Timo Boll       | 4:0      | Peter-Paul Pradeeban |
| Oh Sang-eun     | 1:4      | Werner Schlager      |

| Platz | Spieler              | Spiele | Sätze | Punkte |
| ----- | -------------------- | ------ | ----- | ------ |
| 1     | Timo Boll            | 3      | 12:1  | 6      |
| 2     | Werner Schlager      | 3      | 8:5   | 5      |
| 3     | Oh Sang-eun          | 3      | 6:9   | 4      |
| 4     | Peter-Paul Pradeeban | 3      | 1:12  | 3      |

### Hauptrunde
|  | Viertelfinale                                | Viertelfinale |            |               | Halbfinale       | Halbfinale |  |  | Finale | Finale |
|  |                                              |               |            |               |                  |            |  |  |        |        |
|  |                                              |               |            |               |                  |            |  |  |        |        |
|  | Wang Hao                                     | 4             |            |               |                  |            |  |  |        |        |
|  | Wang Hao                                     | 4             |            |               |                  |            |  |  |        |        |
|  | Gao Ning                                     | 2             |            |               |                  |            |  |  |        |        |
|  | Gao Ning                                     | 2             | Wang Hao   | 4             |                  |            |  |  |        |        |
|  |                                              |               | Wang Hao   | 4             |                  |            |  |  |        |        |
|  |                                              | Timo Boll     | 0          |               |                  |            |  |  |        |        |
|  | Uladsimir Samsonau (engl. Vladimir Samsonov) | Timo Boll     | 0          | 1             |                  |            |  |  |        |        |
|  | Uladsimir Samsonau (engl. Vladimir Samsonov) |               |            | 1             |                  |            |  |  |        |        |
|  | Timo Boll                                    | 4             |            |               |                  |            |  |  |        |        |
|  |                                              |               | Wang Hao   | 4             |                  |            |  |  |        |        |
|  |                                              |               |            | Ryu Seung-min | 0                |            |  |  |        |        |
|  | Wang Liqin                                   | 4             |            |               |                  |            |  |  |        |        |
|  | Werner Schlager                              | 0             |            |               |                  |            |  |  |        |        |
|  | Werner Schlager                              | 0             | Wang Liqin | 2             |                  |            |  |  |        |        |
|  |                                              |               | Wang Liqin | 2             | Spiel um Platz 3 |            |  |  |        |        |
|  |                                              | Ryu Seung-min | 4          |               |                  |            |  |  |        |        |
|  | Ryu Seung-min                                | Ryu Seung-min | 4          | 4             | Timo Boll        | 0          |  |  |        |        |
|  | Ryu Seung-min                                |               |            | 4             | Timo Boll        | 0          |  |  |        |        |
|  | Ma Lin                                       | 1             |            | Wang Liqin    | 4                |            |  |  |        |        |
|  | Ma Lin                                       | 1             |            |               | 4                |            |  |  |        |        |
|  |                                              |               |            |               |                  |            |  |  |        |        |

## Frauen

### Gruppenphase

#### Gruppe 1
|              | Ergebnis |                |
| ------------ | -------- | -------------- |
| Zhang Yining | 4:1      | Li Jiao        |
| Wang Yuegu   | 4:3      | Daniela Dodean |
| Zhang Yining | 4:0      | Wang Yuegu     |
| Li Jiao      | 4:1      | Daniela Dodean |
| Zhang Yining | 4:1      | Daniela Dodean |
| Wang Yuegu   | 4:0      | Li Jiao        |

| Platz | Spieler        | Spiele | Sätze | Punkte |
| ----- | -------------- | ------ | ----- | ------ |
| 1     | Zhang Yining   | 3      | 12:1  | 6      |
| 2     | Wang Yuegu     | 3      | 8:7   | 5      |
| 3     | Li Jiao        | 3      | 4:9   | 4      |
| 4     | Daniela Dodean | 3      | 5:12  | 3      |

#### Gruppe 2
|              | Ergebnis |              |
| ------------ | -------- | ------------ |
| Wang Nan     | 4:1      | Tamara Boroš |
| Li Jiawei    | 4:1      | Miao Miao    |
| Wang Nan     | 4:1      | Li Jiawei    |
| Tamara Boroš | 4:3      | Miao Miao    |
| Wang Nan     | 4:0      | Miao Miao    |
| Li Jiawei    | 3:4      | Tamara Boroš |

| Platz | Spieler      | Spiele | Sätze | Punkte |
| ----- | ------------ | ------ | ----- | ------ |
| 1     | Wang Nan     | 3      | 12:2  | 6      |
| 2     | Tamara Boroš | 3      | 9:10  | 5      |
| 3     | Li Jiawei    | 3      | 8:9   | 4      |
| 4     | Miao Miao    | 3      | 4:12  | 3      |

#### Gruppe 3
|              | Ergebnis |              |
| ------------ | -------- | ------------ |
| Guo Yue      | 4:2      | Wang Chen    |
| Jiang Huajun | 4:1      | Wu Xue       |
| Guo Yue      | 4:0      | Jiang Huajun |
| Wang Chen    | 4:1      | Wu Xue       |
| Guo Yue      | 4:0      | Wu Xue       |
| Jiang Huajun | 4:1      | Wang Chen    |

| Platz | Spieler      | Spiele | Sätze | Punkte |
| ----- | ------------ | ------ | ----- | ------ |
| 1     | Guo Yue      | 3      | 12:2  | 6      |
| 2     | Jiang Huajun | 3      | 8:6   | 5      |
| 3     | Wang Chen    | 3      | 7:9   | 4      |
| 4     | Wu Xue       | 3      | 2:12  | 3      |

#### Gruppe 4
|             | Ergebnis |             |
| ----------- | -------- | ----------- |
| Tie Yana    | 4:2      | Liu Jia     |
| Ai Fukuhara | 4:0      | Yang Fen    |
| Tie Yana    | 4:2      | Ai Fukuhara |
| Liu Jia     | 4:0      | Yang Fen    |
| Tie Yana    | 4:0      | Yang Fen    |
| Ai Fukuhara | 2:4      | Liu Jia     |

| Platz | Spieler     | Spiele | Sätze | Punkte |
| ----- | ----------- | ------ | ----- | ------ |
| 1     | Tie Yana    | 3      | 12:4  | 6      |
| 2     | Liu Jia     | 3      | 10:6  | 5      |
| 3     | Ai Fukuhara | 3      | 8:8   | 4      |
| 4     | Yang Fen    | 3      | 0:12  | 3      |

### Hauptrunde
|  | Viertelfinale | Viertelfinale |              |          | Halbfinale       | Halbfinale |  |  | Finale | Finale |
|  |               |               |              |          |                  |            |  |  |        |        |
|  |               |               |              |          |                  |            |  |  |        |        |
|  | Zhang Yining  | 4             |              |          |                  |            |  |  |        |        |
|  | Zhang Yining  | 4             |              |          |                  |            |  |  |        |        |
|  | Liu Jia       | 0             |              |          |                  |            |  |  |        |        |
|  | Liu Jia       | 0             | Zhang Yining | 4        |                  |            |  |  |        |        |
|  |               |               | Zhang Yining | 4        |                  |            |  |  |        |        |
|  |               | Guo Yue       | 2            |          |                  |            |  |  |        |        |
|  | Tamara Boroš  | Guo Yue       | 2            | 0        |                  |            |  |  |        |        |
|  | Tamara Boroš  |               |              | 0        |                  |            |  |  |        |        |
|  | Guo Yue       | 4             |              |          |                  |            |  |  |        |        |
|  |               |               | Zhang Yining | 1        |                  |            |  |  |        |        |
|  |               |               |              | Wang Nan | 4                |            |  |  |        |        |
|  | Tie Yana      | 4             |              |          |                  |            |  |  |        |        |
|  | Wang Yuegu    | 1             |              |          |                  |            |  |  |        |        |
|  | Wang Yuegu    | 1             | Tie Yana     | 1        |                  |            |  |  |        |        |
|  |               |               | Tie Yana     | 1        | Spiel um Platz 3 |            |  |  |        |        |
|  |               | Wang Nan      | 4            |          |                  |            |  |  |        |        |
|  | Jiang Huajun  | Wang Nan      | 4            | 1        | Guo Yue          | 4          |  |  |        |        |
|  | Jiang Huajun  |               |              | 1        | Guo Yue          | 4          |  |  |        |        |
|  | Wang Nan      | 4             |              | Tie Yana | 1                |            |  |  |        |        |
|  | Wang Nan      | 4             |              |          | 1                |            |  |  |        |        |
|  |               |               |              |          |                  |            |  |  |        |        |